# Taekwondo nos Jogos Olímpicos de Verão de 2012
As competições de taekwondo nos Jogos Olímpicos de Verão de 2012 foram disputadas entre 8 e 11 de agosto, em Londres. O evento foi realizado no ExCeL.

## Calendário
| Julho/Agosto | 25 | 26 | 27 | 28 | 29 | 30 | 31 | 1 | 2 | 3 | 4 | 5 | 6 | 7 | 8 | 9 | 10 | 11 | 12 |
| ------------ | -- | -- | -- | -- | -- | -- | -- | - | - | - | - | - | - | - | - | - | -- | -- | -- |
| Taekwondo    |    |    |    |    |    |    |    |   |   |   |   |   |   |   | 2 | 2 | 2  | 2  |    |

|  | Dia de competição |  | Dia de final |

## Eventos

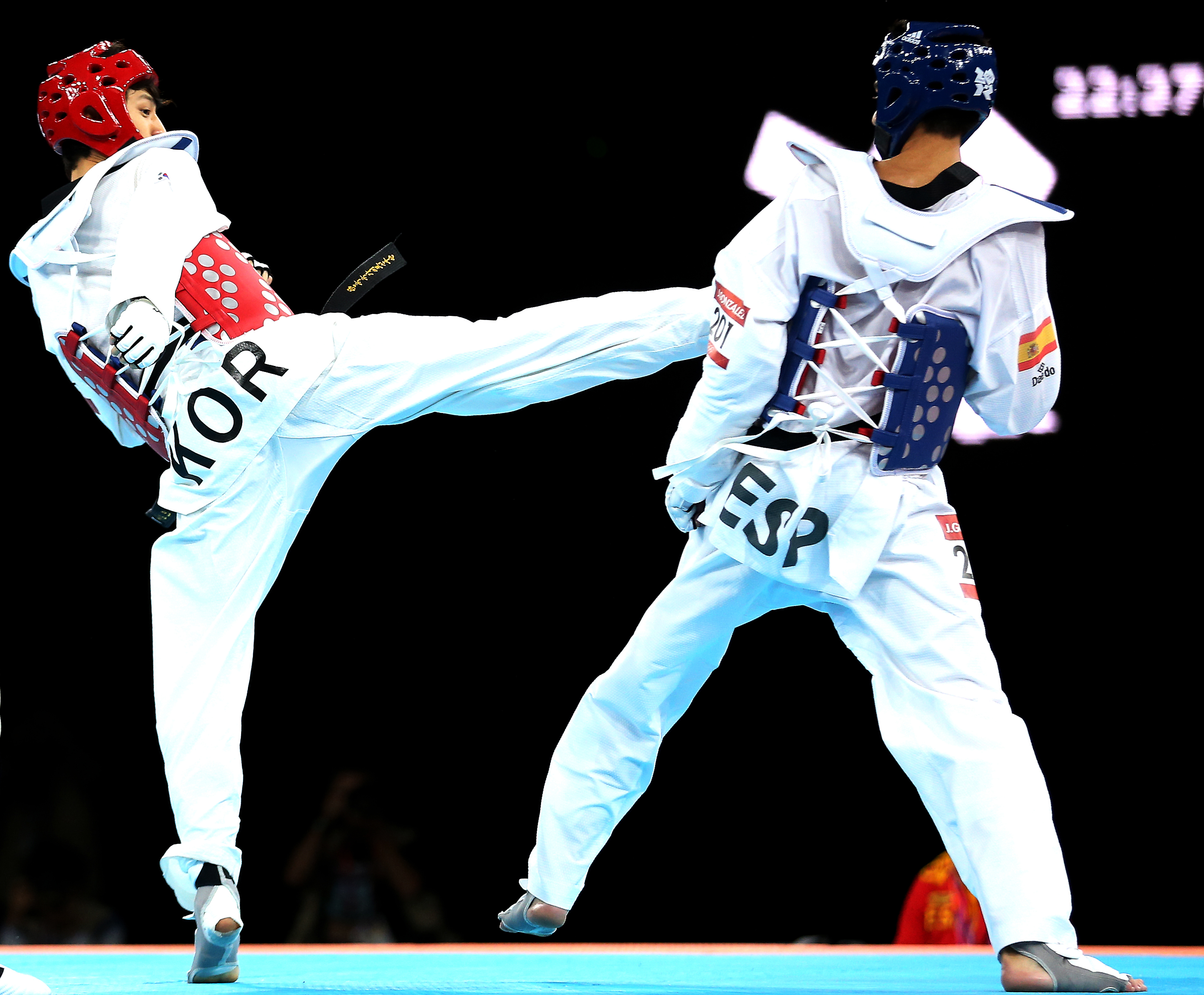
Luta final da categoria até 58 kg masculino.

Oito conjuntos de medalhas foram concedidas nos seguintes eventos:
Masculino
- Até 58 kg
- Até 68 kg
- Até 80 kg
- Mais de 80 kg

Feminino
- Até 49 kg
- Até 57 kg
- Até 67 kg
- Mais de 67 kg

## Medalhistas
Masculino
| Evento                 | Ouro                               | Prata                            | Bronze                                                               |
| ---------------------- | ---------------------------------- | -------------------------------- | -------------------------------------------------------------------- |
| Até 58 kg detalhes     | Joel González ESP Espanha          | Lee Dae-hoon KOR Coreia do Sul   | Aleksey Denisenko RUS Rússia Óscar Muñoz COL Colômbia                |
| Até 68 kg detalhes     | Servet Tazegül TUR Turquia         | Mohammad Bagheri Motamed IRI Irã | Terrence Jennings USA Estados Unidos Rohullah Nikpai AFG Afeganistão |
| Até 80 kg detalhes     | Sebastián Crismanich ARG Argentina | Nicolás García ESP Espanha       | Lutalo Muhammad GBR Grã-Bretanha Mauro Sarmiento ITA Itália          |
| Mais de 80 kg detalhes | Carlo Molfetta ITA Itália          | Anthony Obame GAB Gabão          | Robelis Despaigne CUB Cuba Liu Xiaobo CHN China                      |

Feminino
| Evento                 | Ouro                               | Prata                           | Bronze                                                       |
| ---------------------- | ---------------------------------- | ------------------------------- | ------------------------------------------------------------ |
| Até 49 kg detalhes     | Wu Jingyu CHN China                | Brigitte Yagüe ESP Espanha      | Chanatip Sonkham THA Tailândia Lucija Zaninović CRO Croácia  |
| Até 57 kg detalhes     | Jade Jones GBR Grã-Bretanha        | Hou Yuzhuo CHN China            | Marlène Harnois FRA França Tseng Li-cheng TPE Taipé Chinês   |
| Até 67 kg detalhes     | Hwang Kyung-seon KOR Coreia do Sul | Nur Tatar TUR Turquia           | Paige McPherson USA Estados Unidos Helena Fromm GER Alemanha |
| Mais de 67 kg detalhes | Milica Mandić SRB Sérvia           | Anne-Caroline Graffe FRA França | Anastasia Baryshnikova RUS Rússia María Espinoza MEX México  |

## Quadro de medalhas
| Ordem | País               | Medalha de ouro | Medalha de prata | Medalha de bronze |    | Ordem por total |
| ----- | ------------------ | --------------- | ---------------- | ----------------- | -- | --------------- |
| 1     | ESP Espanha        | 1               | 2                |                   | 3  | 1               |
| 2     | CHN China          | 1               | 1                | 1                 | 3  | 1               |
| 3     | KOR Coreia do Sul  | 1               | 1                |                   | 2  | 3               |
|       | TUR Turquia        | 1               | 1                |                   | 2  | 3               |
| 5     | GBR Grã-Bretanha   | 1               |                  | 1                 | 2  | 3               |
|       | ITA Itália         | 1               |                  | 1                 | 2  | 3               |
| 7     | ARG Argentina      | 1               |                  |                   | 1  | 10              |
|       | SRB Sérvia         | 1               |                  |                   | 1  | 10              |
| 9     | FRA França         |                 | 1                | 1                 | 2  | 3               |
| 10    | GAB Gabão          |                 | 1                |                   | 1  | 10              |
|       | IRI Irã            |                 | 1                |                   | 1  | 10              |
| 12    | RUS Rússia         |                 |                  | 2                 | 2  | 3               |
|       | USA Estados Unidos |                 |                  | 2                 | 2  | 3               |
| 14    | AFG Afeganistão    |                 |                  | 1                 | 1  | 10              |
|       | COL Colômbia       |                 |                  | 1                 | 1  | 10              |
|       | CRO Croácia        |                 |                  | 1                 | 1  | 10              |
|       | CUB Cuba           |                 |                  | 1                 | 1  | 10              |
|       | GER Alemanha       |                 |                  | 1                 | 1  | 10              |
|       | MEX México         |                 |                  | 1                 | 1  | 10              |
|       | TPE Taipé Chinês   |                 |                  | 1                 | 1  | 10              |
|       | THA Tailândia      |                 |                  | 1                 | 1  | 10              |
| TOTAL | TOTAL              | 8               | 8                | 16                | 32 | —               |